# 明宗 (朝鮮王)
明宗（ミョンジョン、めいそう、1534年7月3日 - 1567年8月3日）は、李氏朝鮮の第13代国王（在位：1545年 - 1567年）。諱は峘（山偏に亘）。字は對陽。諡は恭憲献毅昭文光粛敬孝大王。君号は慶源大君（キョンウォンデグン、けいげんたいくん）。
第11代国王中宗の嫡次男で、母は文定王后尹氏。第12代国王仁宗は異母兄。先代に引き続き在位当初から8年間は母親の文定王后尹氏が実権を握り、母方叔父の尹元衡が専横に振る舞った。尹元衡率いる小尹派が、乙巳士禍をはじめとする大尹派に対する弾圧を繰り広げた。
- 中宗～宣祖の略系図

```
　11
中宗
━┳12
仁宗

          ┣13
明宗

          ┗
徳興大院君
━━14
宣祖
```

## 家系
- 祖父: 成宗（1457年 - 1495年）
- 祖母: 貞顕王后尹氏（1462年 - 1530年）
- 父: 中宗（1488年 - 1544年）
- 母: 文定王后尹氏（1501年 - 1565年）
  - 姉: 懿恵公主（朝鮮語版）（1521年 - 1564年）
  - 姉: 孝順公主（朝鮮語版）（1522年 - 1538年）
  - 姉: 敬顕公主（朝鮮語版）（1530年 - 1584年）
  - 妹: 仁順公主（朝鮮語版）（1542年 - 1545年）

- 正室: 仁順王后沈氏（1532年 - 1575年）- 青陵府院君沈鋼（朝鮮語版）の娘
  - 順懐世子（朝鮮語版） 李暊（1551年 - 1563年）
- 後宮: 慶嬪李氏（1541年 - 1595年）- 李添貞の娘
  - 子女なし
- 後宮: 昭儀申氏（中国語版）（1533年 - 1565年）- 申彦淑の娘
  - 子女なし

## 登場作品
- 『オクニョ 運命の女』（2016年、MBC、演：ソ・ハジュン）
- 『魔女宝鑑 〜ホジュン、若き日の恋〜』　(2016年、JTBC、演：イ・ダウィ)
- 『宮廷女官チャングムの誓い』（2003-2004年/MBC）